# .lk

.lk és el domini de primer nivell territorial (ccTLD) de Sri Lanka. Les empreses estrangeres que no tingui presència local només poden reservar el seu nom domini i els corresponents de segon nivell (mitjançant el registre de domini .lk, o agents autoritzats). Per registrar i utilitzar un nom, han de tenir una adreça de contacte a Sri Lanka (que es pot obtenir per mitjà d'un agent o bufet d'advocats).

## Dominis de segon nivell
Els registres s'accepten al segon nivell, i també al tercer, per sota de diferents categories de segon nivell. Un registre al segon nivell bloqueja automàticament el registre del nom per qualsevol altre, sota qualsevol dels noms de tercer nivell.
Els següents noms de segon nivell estan disponibles per registrar-hi noms:
Registre restringit:
- .gov.lk: Departaments governamentals de Sri Lanka (Reserva automàticament el nom al segon nivell, i per sota de tots els altres noms de nivell dos)
- .sch.lk: Escoles inscrites a Sri Lanka
- .net.lk: Proveïdors d'Internet amb llicència de Sri Lanka
- .int.lk: Organitzacions de Tractats Internacionals

Registre obert:
- .com.lk: Entitats comercials
- .org.lk: Organitzacions no comercials
- .edu.lk: Llocs educatius
- .ngo.lk: Organitzacions no governamentals
- .soc.lk: Societats registrades
- .web.lk: Webs
- .ltd.lk: Empreses de responsabilitat limitada
- .assn.lk: Associacions
- .grp.lk: Grups d'empreses
- .hotel.lk: Hotels

## Dominis de primer nivell internacionalitzats
El setembre de 2010 es van introduir dos nous dominis de primer nivell per a Sri Lanka. Són:
- .ලංකා per a noms de dominis en singalès.
- .இலங்கை per a noms de dominis en tàmil.